# Jean-Pierre Spilmont
Jean-Pierre Spilmont est un écrivain français né le 19 juillet 1937 à Vendôme et mort le 1er mars 2025 à Chambéry, auteur d’essais, de poésie, de romans, de nouvelles et de théâtre.
Il est lauréat de la Fondation de France, de Lettres Frontière et a reçu le Grand Prix du Livre d’Histoire de la Société des gens de lettres. Il a aussi été producteur d'émissions et auteur de dramatiques-radiophoniques sur France Culture et à la Radio Suisse Romande.

## Biographie
Ses premiers textes poétiques sont parus chez aux éditions Rougerie dans les années 1970, et sont réédités aujourd'hui dans le recueil …dans le désert du sang, aux Éditions de l'Envol. Plus récemment, Lumière des mains est paru chez Cadex.
Jean-Pierre Spilmont est surtout connu pour ses romans Sébastien (réédité en livre de Poche), Soleils Nomades (Flammarion, réédité à la Passe du Vent), La traversée des Terres Froides (Paroles d'Aube), Tous les nègres se ressemblent (en collaboration avec Gilles Roussi, Paroles d'Aube), pour sa biographie du pionnier du Mont Blanc Jacques Balmat dit Mont-Blanc (Albin Michel, réédité aux éditions Guerin de Chamonix) et pour son essai sur La Vallée des Merveilles (Attinger).
Il a également écrit de nombreux textes et récits : Avis, vies de tempête, Jours tranquilles à Vinsobres, Cinéma muet, Dix petites variations pour fréquence modulée, Mémoire paysanne - Gestes et traditions d'un monde savoyard… Avec l'illustratrice Capucine Mazille, il a publié en 2003 aux éditions Les portes du monde deux livres de contes pour enfants (Quand Pierrot cherchait Colombine et La vengeance d'Eglantine Cornouille). Avec le photographe et peintre Bernard-Marie Lauté, il a aussi écrit pour le magazine Double Page.
Jean-Pierre Spilmont a publié de nombreuses pièces de théâtre : Little Boy Manhattan Ed. La Main Multiple, créée en décembre 2005 avec la Cie Michel [Véricel, L’hiver nous descend lentement sur l’épaule Ed. La Main Multiple, créée en 2002 au théâtre de Thiers et reprise en 2003 au théâtre de la Croix-Rousse et en 2004 à Mouscron en Belgique, Il fallait inventer la mer, mise en espace par Stanislas Nordey en 1994 dans le cadre des Lectures de la Chartreuse de Villeneuve-lès-Avignon, Pinocchio e il filo del cuore, créée le 3 décembre 1996, dans le cadre du Festival Guarda l'Europa, au Théâtre Laudi, à Florence, Béatrice et Francesco, un requiem créé en 1996 pour le Centre Artistique International Roy Hart avec une Musique de Giovanna Marini.
Il a résidé à La Chartreuse de Villeneuve-lès-Avignon, à Montréal à l'invitation de l'Union des écrivains québécois. Il a été invité au Kazakhstan et dans sept universités Russes à l'occasion du Printemps des poètes 2004 et 2007.
Des textes de Jean-Pierre Spilmont ont été traduits en allemand, anglais, arabe, italien, portugais, macédonien, polonais et russe.

## Œuvres
- Pieter Bruegel, L’Excision de la pierre de folie, Éditions Invenit, 2010.
- Sébastien, La Fosse aux Ours, 2010.
- Transsibérie blues, 2010
- Partage de l'ïle, 2009
- La Traversée des Terres Froides, Paroles d'Aube, 1998, La Fosse aux Ours 2008
- Une saison flamande, 2008
- Jours tranquilles à Vinsobres, 2001
- Chroniques du rêve, avec des photographies de Lionel David, Éditions Comp'Act, 2000.
- Les Chemins de lumière, Éditions Milan, 1999.
- Une clarté de passage, Cadex, 1996.
- Tous les nègres se ressemblent, Paroles d'Aube, 1995.
- Terres, avec des photographies de Jacqueline Salmon, Éditions Comp'Act, 1994.
- Parc national des Écrins : chemins de lumière, avec des photographies de Bertrand Bodin, Éditions Milan, 1994.
- ... Dans le désert du sang, Éditions de l'Envol, 1993.
- Vers un matin sans cicatrice, Paroles d'Aube, 1992.
- Lumière des mains suivi de L'Incessant tourment d'espérance, Cadex, 1992. Réédition en 1995 et en 2005, photographies de Henri Macheronni.
- Les Lamentations d'Asnatée, dites Les Lamentations du temps du solstice, Le Verbe et l'Empreinte, 1991.
- Marc Pessin, la traversée, Le Verbe et l'Empreinte, 1990.
- Dix petites variations pour fréquence modulée, Didier-Richard, 1990.
- Cicatrices du silence, Le Verbe et l'Empreinte, 1990.
- Cathédrale des signes, Le Verbe et l'Empreinte, 1990.
- Tous les visages, Les Petits Classiques du Grand Pirate, 1989.
- À quoi ça sert Mozart ?, Éditions Comp'Act, 1987.
- Jacques Balmat dit Mont-Blanc, Albin Michel, 1986. Grand Prix du livre d'Histoire de la SGDL. Réédité en 2014 chez Guerin.
- Soleils nomades, Flammarion, 1985. Réédition chez Paroles d'Aube en 1999 et chez La Passe du vent en 2001.
- Moraine absolue, Rougerie, 1984.
- Cinéma muet, Karédys, 1984.
- Mémoires de la Tour Eiffel, avec la collaboration de Michel Friedman, Grasset, 1983.
- Ouessant, Double page, 1982. Photographies de Bernard-Marie Lauté
- J'étais enfant pendant la préhistoire, avec des images de Daniel Hénon, Éditions du Sorbier, 1982.
- Cette navigation du sang à marée basse, Rougerie, 1979.
- La Vallée des Merveilles, avec des photographies de Bernard Décaudin, Éditions Jean-Claude Simoën, 1978. Réédition chez Attinger en 1984.
- L'Orée, la déchirure, Rougerie, 1978.
- L'Autre Je, Fagne, 1975.
- Lisières, Rougerie, 1970.